# Drosophila sycovora
Drosophila sycovora este o specie de muște din genul Drosophila, familia Drosophilidae, descrisă de Tsacas în anul 1981.
Este endemică în Ivory Coast. Conform Catalogue of Life specia Drosophila sycovora nu are subspecii cunoscute.